# Chthonius shelkovnikovi
Chthonius shelkovnikovi är en spindeldjursart som beskrevs av Vladimir V. Redikorzev 1930. Chthonius shelkovnikovi ingår i släktet Chthonius och familjen käkklokrypare. Inga underarter finns listade i Catalogue of Life.